# Val Badia

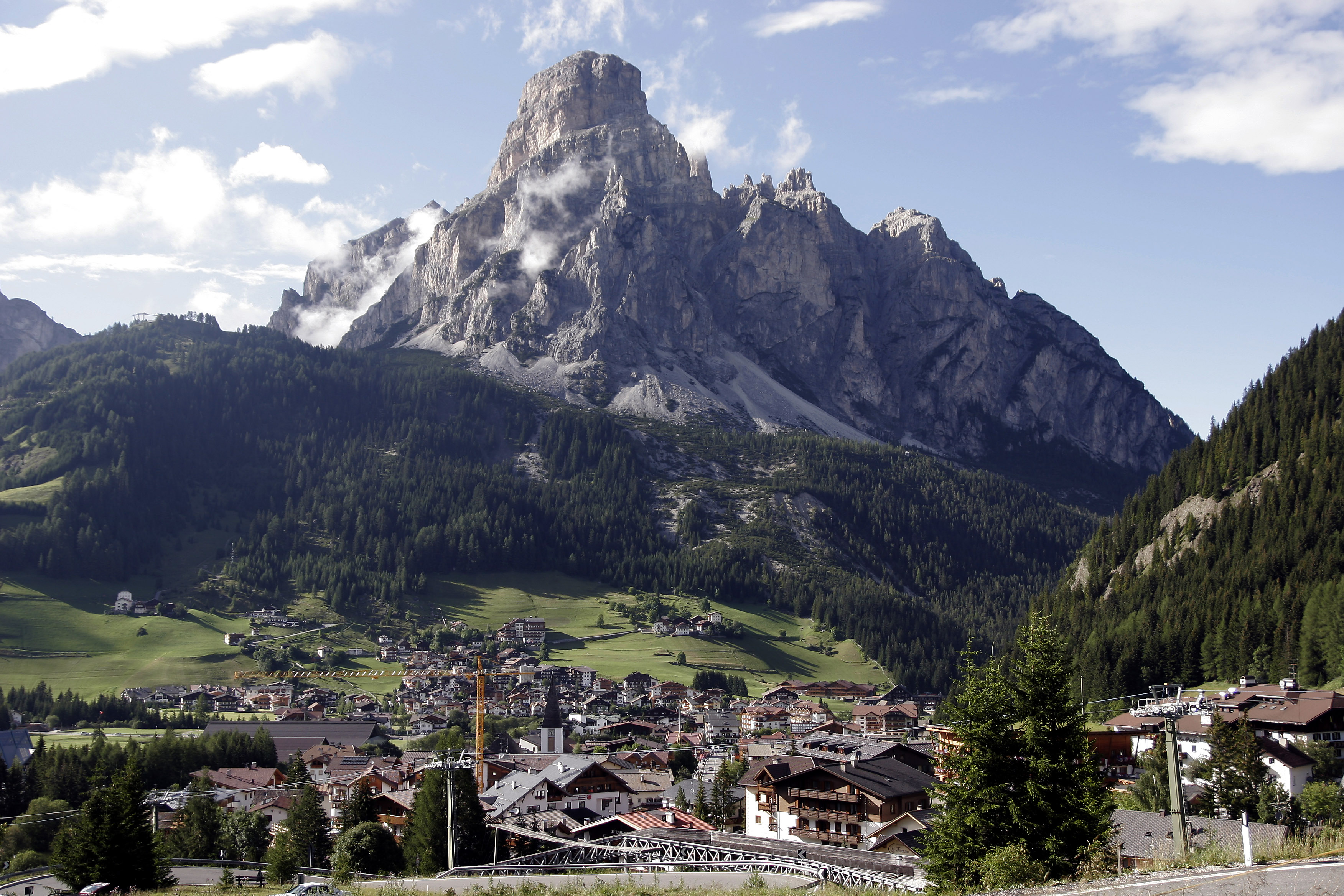
Obec Corvara s horou Sassongher (2665 m)

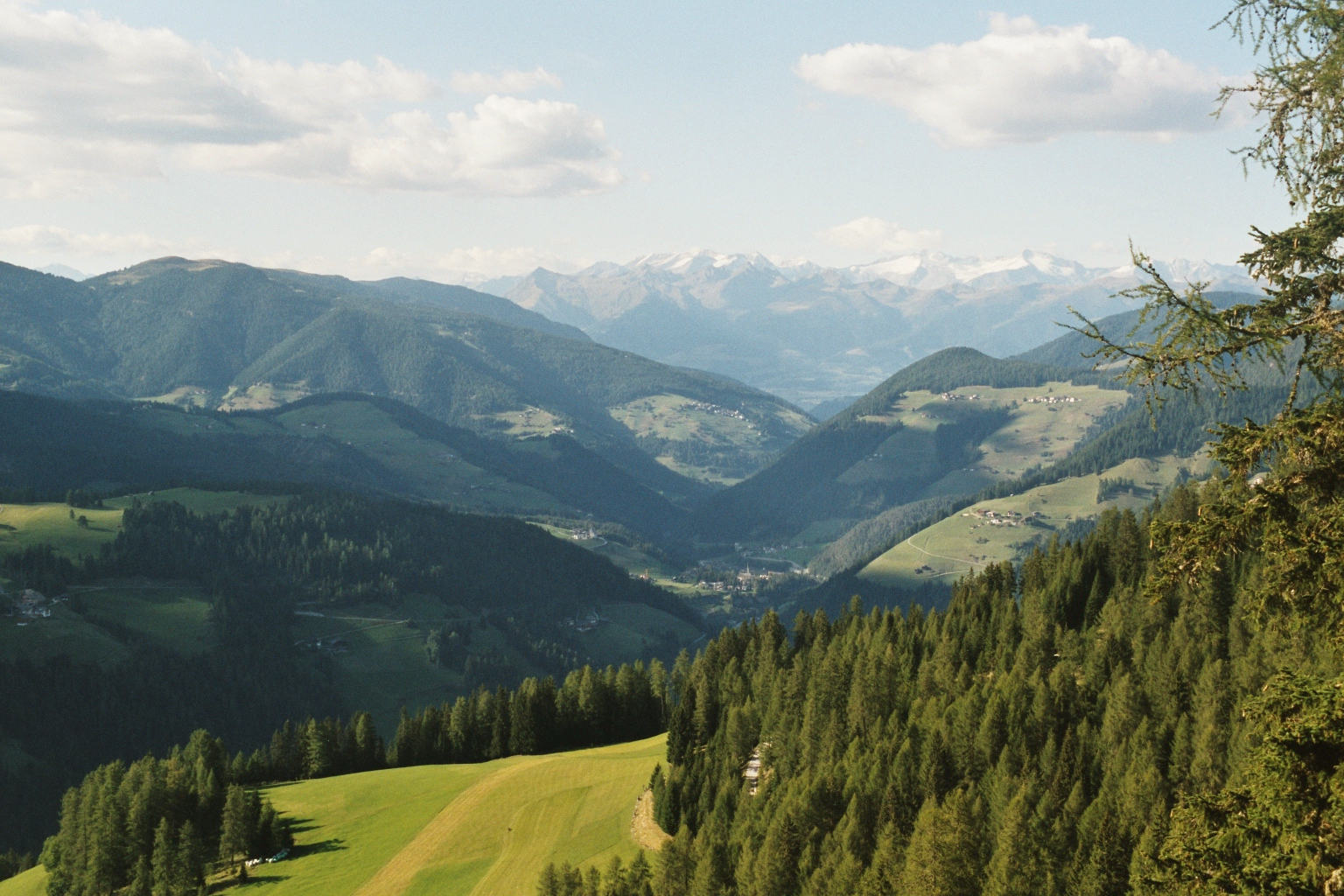
Pohled na Val Badia směrem k severu

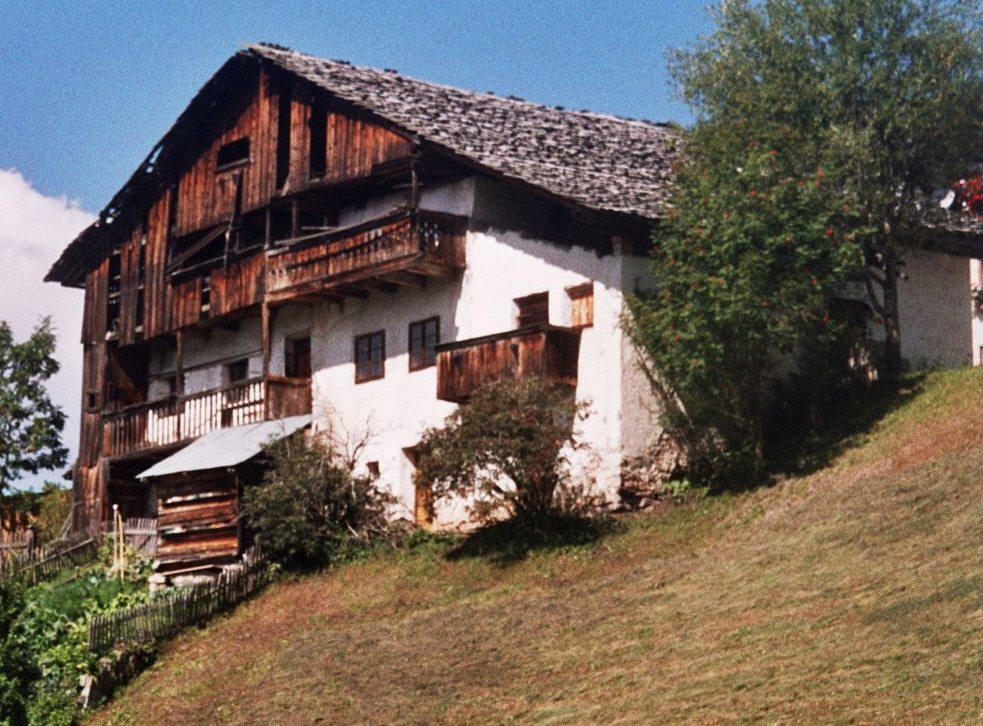
Usedlost v Campei u Wengenu

Val Badia (německy Gadertal, ladinsky La Gran Ega) je údolí v Dolomitech v severní Itálii, v provincii Bolzano. Vybíhá od horské skupiny Sella k severu. Údolím protéká říčka Gadera (italsky Gadera, ladinsky Ghaidra nebo Gran Ega – „Velká voda“, německy Gader)
Je jedním z pěti dolomitských údolí, ve kterých obyvatelé mluví ladinštinou. Je rovněž známo řadou lyžařských středisek.

## Osídlení
Ve Val Badia se nachází 5 obcí:
- San Martino in Badia (ladinsky San Martin de Tor, německy St. Martin in Thurn)
- La Valle (lad. La Val, něm. Wengen)

- Corvara in Badia (lad. Corvara, něm. Kurfar)
  - Colfosco (lad. Calfosch, něm. Kolfuschg)

- Badia (Abtei)
  - Pedraces (Pedratsches)
  - San Leonardo (lad. San Linert, něm. Sankt Leonhard)
  - La Villa (lad. La Ila, něm. Stern)
  - San Cassiano (lad. S. Ciascian, něm. Sankt Kassian)

- Marebbe (Enneberg)
  - San Vigilio di Marebbe (lad. Al Plan de Mareo, něm. Sankt Vigil)

## Kultura a cestovní ruch
Val Badia patří k údolím s ladinským obyvatelstvem. Obživou místních obyvatel bylo tradičně horské zemědělství se zaměřením na pastevectví. Od 18. století začala na významu nabývat i řemeslná výroba. Val Badia se stala údolím truhlářů vyrábějících nábytek – proslavené se staly zejména truhly. Od roku 2001 sídlí na hradě Tor u San Martino in Badia Ladinské muzeum.
Celá oblast je významným turistickým centrem. V zimě do Val Badia míří zejména milovníci lyžování, neboť se zde nachází velké množství sjezdovek. V letních měsících sem návštěvníci jezdí za horskou turistikou či cykloturistikou. 